# Fægtning under sommer-OL 1920
Fægtning under sommer-OL 1920. Fægtning var med på OL-programmet for sjette gang 1920 i Antwerpen. Der blev konkurreret om seks olympiske titler, tre individuelle og tre i hold, alle for mænd. Der blev fægtet med kårde, sabel og fleuret. 

## Medaljer
| Fægtning OL 1920 Antwerpen | Fægtning OL 1920 Antwerpen | Fægtning OL 1920 Antwerpen | Fægtning OL 1920 Antwerpen | Fægtning OL 1920 Antwerpen | Fægtning OL 1920 Antwerpen |
| -------------------------- | -------------------------- | -------------------------- | -------------------------- | -------------------------- | -------------------------- |
| Nr.                        | Land                       | Guld                       | Sølv                       | Bronze                     | Totalt                     |
| 1.                         | Italien (ITA)              | 5                          | 1                          | 0                          | 6                          |
| 2.                         | Frankrig (FRA)             | 1                          | 4                          | 3                          | 8                          |
| 3.                         | Belgien (BEL)              | 0                          | 1                          | 0                          | 1                          |
| 4.                         | Holland (NED)              | 0                          | 0                          | 2                          | 2                          |
| 5.                         | USA (USA)                  | 0                          | 0                          | 1                          | 1                          |
| Totalt                     | Totalt                     | 6                          | 6                          | 6                          | 18                         |

### Kårde
| Plads | Land | Udøver                         | Sejre |
| ----- | ---- | ------------------------------ | ----- |
| 1.    | FRA  | Armand Massard                 | 9     |
| 2.    | FRA  | Alexandre Lippmann             | 7     |
| 3.    | FRA  | Gustave Buchard                | 6     |
| 4.    | BEL  | Ernest Gevers                  | 6     |
| 5.    | FRA  | Georges Casanova               | 5     |
| 6.    | POR  | António Mascarenhas de Menezes | 5     |
| 6.    | FRA  | Émile Moureau                  | 5     |
| 6.    | ITA  | Abelardo Olivier               | 5     |

### Kårde, hold
| Plads | Land | Udøvere |
| ----- | ---- | --- |
| 1.    | ITA  | Nedo Nadi Aldo Nadi Abelardo Olivier Dino Urbani Tommaso Costantino Paolo Thaon Di Revel Antonio Allocchio Giovanni Canova Tullio Bozza Andrea Marrazzi |
| 2.    | BEL  | Paul Anspach Léon Tom Ernest Gevers Félix Goblet d'Alviella Fernand de Montigny Joseph De Craecker Victor Boin                                          |
| 3.    | FRA  | Armand Massard Alexandre Lippmann Gustave Buchard Georges Trombert Georges Casanova Gaston Amson Émile Moureau                                          |
| 4.    | POR  | António Mascarenhas de Menezes Jorge Paiva Rui Mayer João Sassetti Henrique da Silveira Frederico Paredes Manual Queiroz                                |

### Sabel
| Plads | Land | Udøver           | Sejre |
| ----- | ---- | ---------------- | ----- |
| 1.    | ITA  | Nedo Nadi        | 11    |
| 2.    | ITA  | Aldo Nadi        | 9     |
| 3.    | NED  | Arie de Jong     | 6     |
| 4.    | ITA  | Oreste Puliti    | 6     |
| 5.    | NED  | Jan van der Wiel | 6     |
| 6.    | BEL  | Léon Tom         | 5     |

### Sabel, hold
| Plads | Land | Udøvere |
| ----- | ---- | --- |
| 1.    | ITA  | Baldo Baldi Aldo Nadi Nedo Nadi Francesco Gargano Oreste Puliti Giorgio Santelli Dino Urbani                                               |
| 2.    | FRA  | Jean Margraff Marc Perrodon Henri de Saint Germain Georges Trombert                                                                        |
| 3.    | NED  | Jan van der Wiel Arie de Jong Jetze Doorman Willem Peter Hubert van Blijenburgh Louis Delaunoij Salomon Zeldenrust Henri Wijnoldij-Daniels |
| 4.    | BEL  | Robert Hennet Pierre Calle Alexis Simonson Léon Tom Robert Feyerick Charles Delporte Harry Dombeeck                                        |

### Fleuret
| Plads | Land | Udøver              | Sejre |
| ----- | ---- | ------------------- | ----- |
| 1.    | ITA  | Nedo Nadi           | 10    |
| 2.    | FRA  | Philippe Cattiau    | 9     |
| 3.    | FRA  | Roger Ducret        | 9     |
| 4.    | FRA  | André Labatut       | 7     |
| 5.    | ITA  | Aldo Nadi           | 6     |
| 6.    | BEL  | Fernand de Montigny | 6     |

### Fleuret, hold
| Plads  | Land | Udøvere |
| ------ | ---- | --- |
| Guld   | ITA  | Aldo Nadi Nedo Nadi Abelardo Olivier Pietro Speciale Rodolfo Terlizzi Oreste Puliti Tommaso Costantino                          |
| Sølv   | FRA  | André Labatut Georges Trombert Marcel Perrot Lucien Gaudin Philippe Cattiau Roger Ducret Gaston Amson Lionel Bony de Castellane |
| Bronze | USA  | Francis Honeycutt Arthur Lyon Robert Sears Henry Breckinridge Harold Rayner                                                     |
| 4.     | DEN  | Ivan Osiier Georg Hegner Ejnar Levison Poul Rasmussen Kay Schrøder                                                              |